# Onocolus trifolius
Onocolus trifolius là một loài nhện trong họ Thomisidae.
Loài này thuộc chi Onocolus. Onocolus trifolius được Cândido Firmino de Mello-Leitão miêu tả năm 1929.